# الفصلة (الطويلة)

تعديل مصدري - تعديل

الفصلة هي إحدى قرى عزلة القصبة بمديرية الطويلة التابعة لمحافظة المحويت، بلغ تعداد سكانها 313 نسمة حسب تعداد اليمن لعام 2004.